# M65 (Storbritannien)

Lägeskarta.

M65 är en motorväg i Storbritannien som går mellan Preston och Colne via Blackburn, Accrington och Burnley. Vid Preston ansluter denna motorväg till motorvägarna M6 och M61.
Från trafikplatsen där M65 möter M61 leder dessutom en kort motorvägssträcka utan känt eget nummer till industriområdet Walton Summit. Den byggdes 1997 och är enbart 500 m lång, kanske den kortaste motorvägen i Europa med en egen beteckning, om den nu har någon. Den saknar dessutom mittbarriär och har endast ett körfält i ena riktningen, vilket gör att den egentligen inte borde vara motorväg, varken enligt brittiska eller svenska regler. I Sverige skulle den troligen kallas motortrafikled. Trots allt skyltas den som motorväg, men förvirrande nog som både M61 och M65, vilket har gjort att engelska vägentusiaster har myntat namnet Walton Summit motorway för att beskriva den. Den är även utritad som motorväg på både nationella och internationella vägkartor.